# Bracon shebadimaurae
Bracon shebadimaurae (лат.) — вид паразитических наездников рода Bracon из семейства браконид. Эндемик Коста-Рики. Назван в честь Sheba Dimaura из Бостона, штат Массачусетс, за его многолетнюю поддержку Пенсильванского университета.

## Описание
Длина тела около 3 мм. Основная окраска жёлтая (лапки, брюшко снизу), буровато-чёрная (голова, грудь, ноги, брюшко сверху), усики чёрные. Выделение вида произведено на основании молекулярного баркодирования последовательности нуклеотидов по цитохром оксидазе COI. Биология неизвестна. Предположительно, как и другие виды рода может паразитировать на гусеницах разных видов бабочек в качестве эктопаразитоида. Вид был впервые описан в 2021 году американским гименоптерологом Michael J. Sharkey (The Hymenoptera Institute, Redlands, США) по типовым материалам из Коста-Рики.